# 한국소설문학상
한국소설문학상(韓國小說文學賞)은 한국소설가협회에서 제정한 문학상이다.

## 개요
1974년에 소설가들의 권익옹호와 친목도모, 창작여건 향상 등을 목적으로 발족한 한국소설가협회에서 이듬해에 제정하여 해마다 시상하고 있다. 제24회까지는 소설집이나 장편소설을 수상작으로 선정하였으나, 1999년 이후부터 중편소설과 단편소설 위주로 바뀌고 있는 추세이다.
제1회에 이정호와 백시종이 수상하였으며, 제10회에는 김지연·박양호, 제20회에는 박광서·이광복이 수상하였다. 이밖의 역대 수상자들로는 정을병·이동하·김원일·최일남·정연희·김주영·신석양·안장환·김홍신·구인환·구혜영·곽학송·천금성·故 김병총·염재만 등이 있다. 1999년 제25회에는 제6회 수상자인 한승원의 딸 한강이 단편 《아기 부처》로 수상하여 2대에 걸친 부녀(父女) 수상을 기록했다.
2000년에는 ‘감각적인 문체와 속도감 있는 내면 추구를 통한 자기 응시의 통찰력이 돋보인다’는 평가를 받은 은희경의 중편 《내가 살았던 집》이 수상작으로 선정되었다. 2001년에는 공지영의 《부활 무렵》이 수상작으로 선정되었으며, 수상작과 추천 우수작들을 모아 수상작품집을 발간한다.

## 역대 수상자

### 한국소설문학상
(한국소설문학상은 문예지에 실린 중·단편 소설, 한국소설작가상은 장편 또는 소설집 가운데 우수한 작품을 골라 작가에게 주는 상이다.)
|             |           | 단편소설                                                            | 중편소설                | 장편소설                                                                                             | 연작소설 | 소설집                            |
| ----------- | --------- | ------------------------------------------------------------------- | ----------------------- | --- | -------- | --------------------------------- |
| 1975년      | 1회       | 이정호 백시종                                                       |                         | |          |                                   |
| 1975년      | 1회       | 길 망망대해                                                         |                         | |          |                                   |
| 1976년      | 2회       | 정을병 송상옥                                                       |                         | |          |                                   |
| 1976년      | 2회       | 본 회퍼의 죽음 어둠의 끝                                            |                         | |          |                                   |
| 1977년      | 3회       | 이동하                                                              |                         | |          |                                   |
| 1977년      | 3회       | 모래                                                                |                         | |          |                                   |
| 1978년      | 4회       |                                                                     |                         | 김원일                                                                                               |          |                                   |
| 1978년      | 4회       | 노을                                                                |                         | |          |                                   |
| 1979년      | 5회       | 최일남 정연희                                                       |                         | |          |                                   |
| 1979년      | 5회       | 떫은 여름 막차요, 막차                                              |                         | |          |                                   |
| 1980년      | 6회       |                                                                     |                         | 한승원                                                                                               |          |                                   |
| 1980년      | 6회       | 그 바다 끓며 넘치며                                                 |                         | |          |                                   |
| 1981년      | 7회       | 오찬식                                                              |                         | |          |                                   |
| 1981년      | 7회       | 창부타령                                                            |                         | |          |                                   |
| 1982년      | 8회       | 김주영                                                              |                         | |          |                                   |
| 1982년      | 8회       | 외촌장기행                                                          |                         | |          |                                   |
| 1983년      | 9회       |                                                                     |                         | 신석상                                                                                               |          |                                   |
| 1983년      | 9회       | 아파트공화국                                                        |                         | |          |                                   |
| 1984년      | 10회      | 박양호                                                              |                         | 김지연                                                                                               |          |                                   |
| 1984년      | 10회      | 삼촌 이야기                                                         |                         | 야생의 숲                                                                                            |          |                                   |
| 1985년      | 11회      |                                                                     |                         | 안장환                                                                                               |          |                                   |
| 1985년      | 11회      | 겨울새                                                              |                         | |          |                                   |
| 1986년      | 12회      |                                                                     |                         | 김홍신                                                                                               | 오영석   |                                   |
| 1986년      | 12회      |                                                                     |                         | 풍객                                                                                                 | 종합병동 |                                   |
| 1987년      | 13회      |                                                                     | 구인환                  | |          | 구혜영 김녕희                     |
| 1987년      | 13회      |                                                                     | 촛불 결혼식             | |          | 보리수 피리 오진시대              |
| 1988년      | 14회      |                                                                     |                         | 곽학송                                                                                               |          | 박순녀                            |
| 1988년      | 14회      |                                                                     |                         | 모란봉에서 한라산 까지                                                                               |          | 비단 비행기                       |
| 1989년      | 15회      |                                                                     |                         | 홍석영                                                                                               |          | 최미나                            |
| 1989년      | 15회      |                                                                     |                         | 풍진에 지다                                                                                          |          | 세번째 만남                       |
| 1990년      | 16회      | 최해군                                                              | 노순자                  | 민병삼                                                                                               |          |                                   |
| 1990년      | 16회      | 쫓겨 뒤쫓겨서                                                       | 진달래 산천             | 그 여름 날개 내리다                                                                                  |          |                                   |
| 1991년      | 17회      |                                                                     |                         | |          | 김광식 김용운                     |
| 1991년      | 17회      |                                                                     |                         | 상상하는 여인 ISBN 2005972003415 가득한 애정 ISBN 5000002982 {isbn}의 변수 오류: 유효하지 않은 ISBN. |          |                                   |
| 1993년 1월  | 18회      |                                                                     |                         | 이석봉                                                                                               |          | 한남규                            |
| 1993년 1월  | 18회      |                                                                     |                         | 여정(旅程) ISBN 9788982100475                                                                        |          | 바닷가의 소년 ISBN 9788936436261  |
| 1993년      | 19회 12월 |                                                                     | 천금성                  | 오성찬                                                                                               |          |                                   |
| 1993년      | 19회 12월 |                                                                     | 하선                    | 어두운 시대의 초상화                                                                                 |          |                                   |
| 1994년      | 20회      |                                                                     |                         | 이광복                                                                                               |          | 박광서                            |
| 1994년      | 20회      |                                                                     |                         | 바람잡기                                                                                             |          | 재회를 위하여 ISBN 8985407252     |
| 1995년      | 21회      |                                                                     |                         | 故 김병총 염재만                                                                                     |          |                                   |
| 1995년      | 21회      | 사라지는 것은 아름답다 반노                                         |                         | |          |                                   |
| 1997년      | 22회      | 홍성암                                                              |                         | 김민숙                                                                                               |          |                                   |
| 1997년      | 22회      | 어떤 귀향                                                           |                         | 파리의 앵무새는 말을 배우지 않는다                                                                   |          |                                   |
| 1998년      | 23회      |                                                                     | 김용철                  | 강승원                                                                                               |          |                                   |
| 1998년      | 23회      |                                                                     | 폭목                    | 대하소설: 남한강(전3권) ISBN 8973813145                                                              |          |                                   |
| 1999년 1월  | 24회      |                                                                     |                         | 곽의진                                                                                               |          | 유금호                            |
| 1999년 1월  | 24회      |                                                                     |                         | 꿈이로다 화연일세                                                                                    |          | 여자에 관한 몇가지 이설 혹은 편견 |
| 1999년 12월 | 25회      | 한강                                                                |                         | 손영목 최일옥                                                                                        |          |                                   |
| 1999년 12월 | 25회      | 아기 부처 외 ISBN 8987038270                                        |                         | 얼음꽃 꽃은 혼자 피고 혼자 웃는다                                                                    |          |                                   |
| 2000년      | 26회      | 은희경                                                              |                         | 김관숙                                                                                               |          |                                   |
| 2000년      | 26회      | 내가 살았던 집 ISBN 9788987038346                                   |                         | 아주 특별한 날의 이별                                                                                |          |                                   |
| 2001년      | 27회      | 공지영                                                              |                         | 이기윤                                                                                               |          |                                   |
| 2001년      | 27회      | 부활 무렵("창작과 비평" 여름호) ISBN 9788989232179                  |                         | 영혼의 춤                                                                                            |          |                                   |
| 2002년      | 28회      | 김성금                                                              |                         | 노수민                                                                                               |          |                                   |
| 2002년      | 28회      | 시지프스의 고리를 끊고                                              |                         | 광대들의 들판에 비가 오지 않는다                                                                     |          |                                   |
| 2003년      | 29회      | 김정례                                                              |                         | 채정운                                                                                               |          |                                   |
| 2003년      | 29회      | 손톱(한국소설 11월호) ISBN 8995330961                               |                         | 상수리 수풀에 이르러                                                                                 |          |                                   |
| 2004년      | 30회      | 이선                                                                |                         | |          |                                   |
| 2004년      | 30회      | 카페 갈매기                                                         |                         | |          |                                   |
| 2005년      | 31회      | 구자명 오을식                                                       |                         | |          |                                   |
| 2005년      | 31회      | 처용의 딸 새장을 열다                                               |                         | |          |                                   |
| 2006년      | 32회      | 호영송 김선주                                                       |                         | |          |                                   |
| 2006년      | 32회      | 죽은 소설가의 사회 요나의 기억                                      |                         | |          |                                   |
| 2007년      | 33회      | 정건영 한상윤                                                       |                         | |          |                                   |
| 2007년      | 33회      | 낯선 시간 위에서 비탈진 숲마을은 춥다                               |                         | |          |                                   |
| 2008년      | 34회      | 김상렬 박명희                                                       |                         | |          |                                   |
| 2008년      | 34회      | 봄날 염색하다 길 찾기                                               |                         | |          |                                   |
| 2009년      | 35회      | 김현진                                                              |                         | |          |                                   |
| 2009년      | 35회      | 용서의 조건                                                         |                         | |          |                                   |
| 2010년      | 36회      |                                                                     | 이상문                  | |          |                                   |
| 2010년      | 36회      | 네 안의 내 얼굴                                                     |                         | |          |                                   |
| 2011년      | 37회      | 박충훈 김경                                                         |                         | |          |                                   |
| 2011년      | 37회      | 소 게임, 그리고 그림자 사랑                                         |                         | |          |                                   |
| 2012년      | 38회      | 정동수 이영철                                                       |                         | |          |                                   |
| 2012년      | 38회      | 장미 집, 비둘기 이 비가 그치면 ISBN 9791185482255                   |                         | |          |                                   |
| 2013년      | 39회      | 이강숙 박종윤                                                       |                         | |          |                                   |
| 2013년      | 39회      | 반쯤 죽은 남자 아버지의 중국집                                      |                         | |          |                                   |
| 2014년      | 40회      | 민봉기, 칼리마 나비 최성배, 잠실 정승재, 엄마의 별                  |                         | |          |                                   |
| 2015년      | 41회      | 강병석, 그리고 나서                                                 | 우한용, 도도니의 참나무 | |          |                                   |
| 2016년      | 42회      | 이정은, 왕이 귀환하다 김건중, 빨간 밑줄 김호운 아버지의 녹슥철모    | 채문수, 하숙생          | |          |                                   |
| 2017년      | 43회      | 정수남, 파라다이스 유로 낚시터 박영래, 인질                         |                         | |          |                                   |
| 2018년      | 44회      | 서동훈, 김설보의 숲 성지혜, 나귀 타고 오신 성자 이충호, 아버지의 산 |                         | |          |                                   |
| 2019년      | 45회      | 장재연, '찰스 램'을 읽는 시간 공애린, 그 남자의 브이로그            |                         | |          |                                   |

### 한국소설 작가상
(문예지에 실린 장편 또는 소설집 가운데 우수한 작품을 골라 작가에게 시상)
- 제1회(2010년)
  - 김지수 / 소설집 - 누가 강으로 떠났는가
  - 오은주 / 소설집 - 하루이야기
- 제2회(2011년)
  - 이채형 / 소설집 - 사과나무 향기
- 제3회(2012년)
  - 김명조 / 장편소설 - 환상공화국
  - 김영두 / 장편소설 - 첫사랑, 첫키스
- 제4회(2013년)
  - 박찬순 / 소설집 - 무당벌레는 꼭대기에서 난다
  - 김신운 / 장편소설 - 율치연대기
  - 이인우 / 장편소설 - 며느리

- 제7회(2016년)
  - 이수정 장편소설 <곡옥1·2>
  - 이우상 소설집 <바이칼 여신>
- 제8회(2017년)
  - 강준
  - 최민초

### 만우 박영준 문학상
- 제1회(2005년) 유금호 / 장편소설 - 『만적』(전2권)
- 제2회(2006년) 故 김병총 / 장편소설 -『 여름여자』
- 제3회(2007년) 김용운 / 장편소설 - 『짧지만 행복했던 날들』
- 제4회(2008년) 오성찬 / 장편소설 - 『꽃상여』[1]
- 제5회(2009년) 채정운 / 장편소설 - 『진경산수』
- 제6회(2010년) 강호삼 / 소설집 - 『매머드사냥』
- 제7회(2011년) 이정은 / 장편소설 - 『웰컴 아벨』
- 제8회(2012년) 노수민 / 장편소설 - 『천년의 만남』
- 제9회(2013년) 황선락 / 장편소설 - 『월곡리로 간 한국전쟁』
- 제10회(2014년) 이재백 / 『목사동 느티나무』
- 제11회(2015년) 공애린 / 『다리, 넌 뭐야?』
- 제12회(2016년) 노수민 / 『천년의 만남』
- 제13회(2017년) 김경 / 『다시 그 자리』[2]

### 한국소설 신인상
- 제1회(1996년) 장세진
- 제2회(1997년) 김진초 김헌일
- 제3회(1998년) 강민정
- 제4회(1998년) 이목연 장명길
- 제5회(1999년) 김강윤 이재민
- 제6회(1999년) 김현 채대일
- 제7회(2000년) 유연희 정인
- 제8회(2000년) 원채연 유향목
- 제9회(2001년) 정현 김연혜 최옥정 김정묘
- 제10회(2001년) 최민초 황보탁
- 제11회(2001년) 김영은 주수자
- 제12회(2002년) 한정배 이은하
- 제13회(2002년) 김상원
- 제14회(2003년) 이예원 김광원
- 제15회(2003년) 김명재 정성숙
- 제16회(2004년) 최혜연 조혜경 이채원
- 제17회(2004년) 한루시아
- 제18회(2005년) 조진영
- 제19회(2005년) 윤혜령 김경수
- 제20회(2006년) 최정호 서용심
- 제21회(2006년) 박의빈
- 제22회(2007년) 김지완
- 제23회(2007년) 이홍사
- 제24회(2008년) 성민선 김순수
- 제25회(2008년) 조규남 채원주
- 제26회(2009년) 정미형 김해영
- 제27회(2009년) 김형수
- 제28회(2010년) 정광모
- 제29회(2011년) 이문명 배이유
- 제30회(2011년) 박문명 김아람
- 제31회(2012년) 최형 강서진
- 제32회(2012년) 박황 오영이 박마리
- 제33회(2012년) 이지안
- 제34회(2013년) 최병갑 김뜰
- 제35회(2013년) 성은영 고동홍
- 제36회(2013년) 이휘용
- 제37회(2013년) 최정희
- 제38회(2014년) 채내희 강명화
- 제39회(2014년) 박준서
- 제40회(2014년) 현영아
- 제41회(2014년) 정이수 김정애

### 해외한국소설문학상
(외국에서 한국어로 작품활동을 하는 작가에게 수여)
- 제1회(2015년) 전상미(로스앤젤레스 거주)  '작별의 끝'(서울문학출판부)[3]
- 제2회(2016년)
- 제3회(2016년) 권소희 장편 <하늘에 별을 묻다>
- 제4회(2017년) 손용상(댈러스 거주)  '따라지의 꿈'[4] 김외숙

### 아름다운 소설가상
(소설 창작을 활발히 해 한국 소설문학 발전에 이바지한 작가에게 시상)
- 제1회(2017년) 김병충